# Chāh-e Ţāleb
Chāh-e Ţāleb är en ort i Iran.   Den ligger i provinsen Khorasan, i den östra delen av landet, 700 km öster om huvudstaden Teheran. Chāh-e Ţāleb ligger 1 329 meter över havet och antalet invånare är 216.
Terrängen runt Chāh-e Ţāleb är huvudsakligen platt, men västerut är den kuperad.Runt Chāh-e Ţāleb är det mycket glesbefolkat, med 5 invånare per kvadratkilometer. Trakten runt Chāh-e Ţāleb är ofruktbar med lite eller ingen växtlighet.